# Кекишева, Галина Петровна
Гали́на Петро́вна Ке́кишева (род. 7 января 1930, Тавда) — советская артистка балета и педагог, солистка Ленинградского театра оперы и балета имени С. М. Кирова. Заслуженная артистка РСФСР (1960).

## Биография и творчество
По окончании Ленинградского хореографического училища (педагог Агриппина Ваганова) была принята в балетную труппу Ленинградского театра оперы и балета имени Кирова, где танцевала с 1948 по 1971 год. Закончив свою исполнительскую карьеру, осталась работать в театре как педагог-репетитор.
Работала педагогом в театре Ла Скала (Милан, 1971—1972), педагогом-репетитором в Universal Ballet Company (Сеул, 1993—2000).

## Репертуар
- Фея Щедрости, Красная шапочка, Белая кошечка — «Спящая красавица» П. И. Чайковского, хореография М. И. Петипа
- Паскуала — «Лауренсия» А. А. Крейна, хореография В. М. Чабукиани
- Цветочница, Амур — «Дон Кихот» Л. Минкуса, хореография М. И. Петипа, А. А. Горского
- Виллиса — «Жизель» А. Адана, хореография Ж. Коралли и Ж.-Ж. Перро в редакции М. И. Петипа
- Танец с колокольчиками — «Бахчисарайский фонтан» Б. В. Асафьева, хореография Р. В. Захарова
- Ману — «Баядерка», Л. Минкуса, хореография М. И. Петипа
- Нунэ — «Гаянэ» А. И. Хачатуряна, хореография Н. А. Анисимовой
- Тао Хоа — «Красный мак» Р. М. Глиэра, хореография В. Д. Тихомирова
- Кривляка — «Золушка» С. С. Прокофьева, хореография К. М. Сергеева
- Лиззи — «Тропою грома» К. А. Караева хореография К. М. Сергеева
- Снегурочка — «Хореографические миниатюры», хореография Л. В. Якобсона

## Признание и награды
- 1960 — Заслуженная артистка РСФСР
- 1983 — Орден «Знак Почёта»
- 2010 — Медаль ордена «За заслуги перед Отечеством» II степени

## Фильмография
- Па-де-де из балета «Лауренсия», хореография Вахтанга Чабукиани